# Rhizosmilia gerdae
Espèce
Statut CITES
Rhizosmilia gerdae est une espèce de coraux appartenant à la famille des Caryophylliidae.